# 赤と黒 (岩崎良美の曲)
「赤と黒」（あかとくろ）は、1980年2月21日にリリースされた岩崎良美のデビュー・シングル。発売元はキャニオンレコード。

## 背景
表題曲「赤と黒」は、アイドル歌手のデビュー曲としては珍しい中音域が多く用いられたポップスとなっており、高音域が弾けるような明るい楽曲でデビューすることが多かった同期のアイドルと比べて異例とも言える選曲となっている。スタッフの間では、B面曲となった「クライマックス」をデビュー曲に推す声も多かったが、岩崎自身の希望により「赤と黒」がA面曲に決定した。デビュー年である1980年10月発行の日本経済新聞に掲載されたインタビュー記事の中で岩崎は、「虚像を作られちゃって、それがもたなくなっちゃったらこわいな、と思いますから、自分の納得できる作品でがんばっていきたい」と語っている。元々「赤と黒」は東京音楽祭に出場するために制作された曲でもあって、デビューから約1か月後の1980年3月30日に開催された第9回東京音楽祭にて同曲を披露しており、国内大会で大賞を受賞し世界大会にも出場した。同大会には、ディオンヌ・ワーウィック、ザ・スタイリスティックス、コモドアーズなどの大物ミュージシャンが出場しており、岩崎は後からその事実を知り驚いたという。
本作は1980年3月3日付オリコンウィークリーチャートで57位に初登場し、最高位は19位まで上昇した。

## 収録曲
1. 赤と黒（4分30秒）
作詞：なかにし礼／作曲：芳野藤丸／編曲：大谷和夫
2. クライマックス（4分9秒）
作詞：なかにし礼／作曲：小田裕一郎／編曲：大谷和夫

## 関連作品
- 岩崎良美 CD-BOX 80-87 ぼくらのベスト（2002年7月17日発売）